# Utah Flash 2007-2008
La stagione 2007-08 degli Utah Flash fu la 1ª nella NBA D-League per la franchigia.
I Utah Flash arrivarono terzi nella Western Division con un record di 24-26, non qualificandosi per i play-off.

## Roster
| N° | Naz.                    | Ruolo | Sportivo             | Anno | Alt. | Peso |
| -- | ----------------------- | ----- | -------------------- | ---- | ---- | ---- |
| 6  | Croazia (bandiera)      | P     | Aleksandar Ugrinoski | 1988 | 192  | 88   |
| 7  | Stati Uniti (bandiera)  | G     | Kevin Kruger         | 1983 | 188  | 84   |
| 10 | Stati Uniti (bandiera)  | A     | Lamar Rice           | 1982 | 201  | 95   |
| 11 | Stati Uniti (bandiera)  | A     | Brian Hamilton       | 1982 | 198  | 93   |
| 12 | Stati Uniti (bandiera)  | G     | Andre Ingram         | 1985 | 191  | 86   |
| 13 | Stati Uniti (bandiera)  | G     | Gabe Pruitt          | 1986 | 193  | 77   |
| 15 | Stati Uniti (bandiera)  | GA    | Michael Cuffee       | 1983 | 193  | 94   |
| 18 | Stati Uniti (bandiera)  | G     | Kevin Sweetwyne      | 1976 | 193  | 97   |
| 21 | Stati Uniti (bandiera)  | AP    | John Millsap         | 1982 | 198  | 99   |
| 23 | Stati Uniti (bandiera)  | G     | Garry Hill-Thomas    | 1982 | 193  | 90   |
| 23 | Stati Uniti (bandiera)  | A     | Britton Johnsen      | 1979 | 208  | 95   |
| 24 | Stati Uniti (bandiera)  | G     | Morris Almond        | 1985 | 198  | 102  |
| 32 | Stati Uniti (bandiera)  | A     | Brian Jackson        | 1980 | 206  | 111  |
| 33 | Burkina Faso (bandiera) | C     | Aristide Sawadogo    | 1981 | 216  | 120  |
| 33 | Stati Uniti (bandiera)  | A     | Brandon Wallace      | 1985 | 206  | 92   |
| 44 | Ucraina (bandiera)      | C     | Kyrylo Fesenko       | 1986 | 216  | 131  |
| 99 | Stati Uniti (bandiera)  | C     | James Lang           | 1983 | 208  | 129  |
|    | Stati Uniti (bandiera)  | P     | Curtis Stinson       | 1983 | 191  | 102  |

## Staff tecnico
- Allenatore: Brad Jones
- Vice-allenatori: Dale Osbourne, Kevin Young
- Preparatore atletico: Nick Asay